# Sangue chiama sangue
Sangue chiama sangue è un film del 1968 diretto da Luigi Capuano, con lo pseudonimo di Lewis King.

## Trama
In una città di frontiera tra Stati Uniti e Messico, El Sancho e i suoi uomini irrompono in un monastero, uccidendo alcuni monaci che si opponevano all'invasione dell'edificio sacro e rubano un prezioso bottino, tra cui la custodia sacra, un'opera d'arte in oro e diamanti. Andrej, un cowboy solitario, è stato informato della morte del fratello e inizia la caccia agli assassini e ladri.